# 第1師團 (日本陸軍)

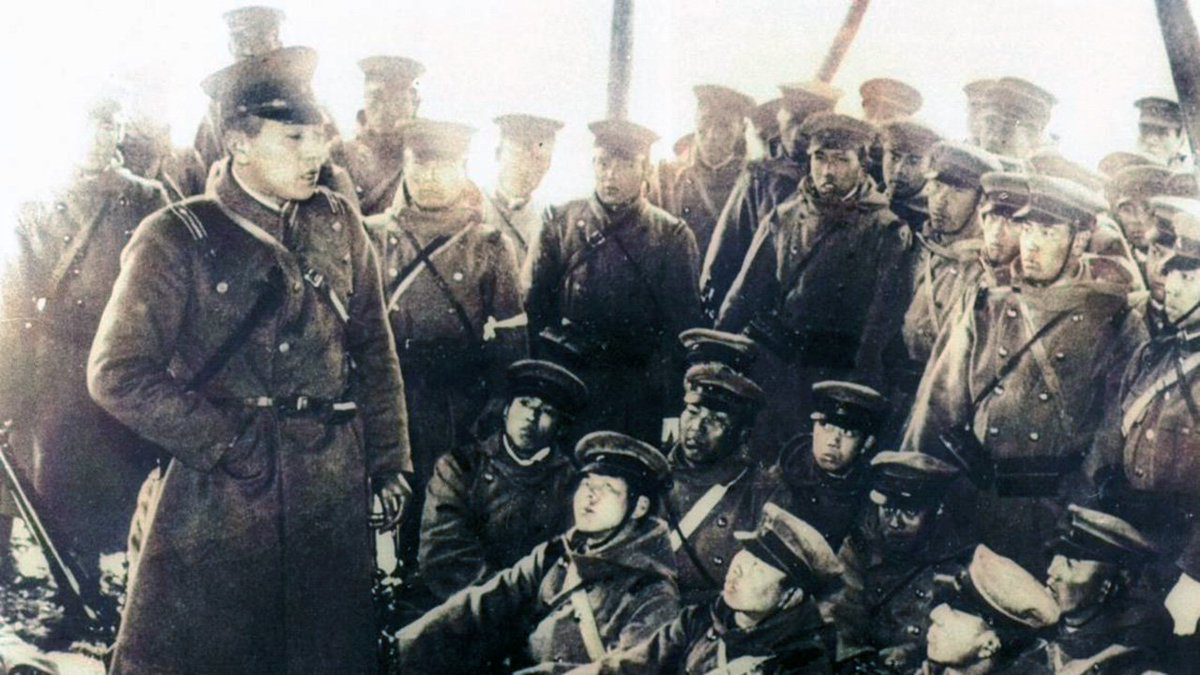
在二二六事件中叛亂的第1師團士兵

第1師團（日语：／ dai-ichi shidan）是日本皇軍中的1個步兵師。其通稱號是玉兵團（日语： Gyoku-heidan）。

## 歷史
第1師團的前身為在1871年1月於東京成立的東京鎮台，是剛剛成立的日本帝國陸軍之6個鎮台其中之1。東京鎮台負責的地區為本州東部（關東地區），集中在東京都市區。根據普魯士軍事顧問雅各布·梅克爾向日本政府提出的軍隊改革建議，6個鎮台在1888年5月14日被命令改為師團。
作為日本帝國陸軍中其中1個歷史最悠久的師團，第1師團曾經歷甲午戰爭、日俄戰爭和諾門罕戰役中的戰鬥。 
二二六事件是第1師團的單位於1936年在東京參與的政變事件。
從1937年起，第1師團被部署在滿洲，受關東軍指揮，在這裡守衛滿洲北部邊界以防蘇聯可能的進攻。 
在太平洋戰爭末期，第1師團被派遣到菲律賓，最初以馬尼拉為基地及成為由山下奉文上將指揮的第14方面軍的核心。由於擊退美國和菲律賓部隊及收復雷伊泰島的命令，第1師團於1944年11月1日在雷伊泰島西海岸的奧爾莫克市登陸。他們被命令打通通向卡里加拉的雷伊泰2號公路，並確保該島的北部。但是，美軍和菲律賓軍隊已經攻佔卡里加拉，美軍的空襲打斷了第1師團的供應鏈和增援。由於無法到達卡里加拉，日本強化公路沿途的山頂和山脊，並在對美軍的攻勢下從1944年11月7日至12月12日防衛這些地區，包括了在颱風吹襲期間進行激烈的戰鬥。在美國和菲律賓軍隊攻佔雷伊泰島的時候，日軍共派出11,000名士兵參與雷伊泰島戰役，最後只有800人存活。在雷伊泰島戰役後，第1師團作為1個行動單位已不復存在。
在歷史上第1師團有一些著名的指揮官，包括：三好茂臣、奧保鞏、川村景明、伏見宮貞愛親王、閑院宮載仁親王、一戶兵衛、白川義則和真崎甚三郎。

## 歷代師團長
- 三好重臣 中將：1888年（明治21年）5月14日 -
- 山地元治 中將：1890年（明治23年）6月7日 -
- 奥保鞏 中将：1896年（明治29年）10月14日 -
- 川村景明 中将：1897年（明治30年）10月27日 -
- 伏見宮貞愛親王 中将：1901年（明治34年）4月2日 -
- 松村務本 中将：1904年（明治37年）7月10日 - 1905年（明治38年）2月4日（戦病死）
- 飯田俊助 中将：1905年（明治38年）2月6日 -
- 閑院宮載仁親王 中将：1906年（明治39年）2月3日 -
- 木越安綱 中将：1911年（明治44年）9月6日 - 1912年（大正元年）12月22日
- 一戶兵衛 中将：1912年（大正元年）12月26日 -
- 仙波太郎 中将：1915年（大正4年）2月15日 -
- 本郷房太郎 中将：1916年（大正5年）8月18日 -
- 河合操 中将：1917年（大正6年）8月6日 -
- 西川虎次郎 中将：1921年（大正10年）1月6日 -
- 白川義則 中将：1922年（大正11年）8月15日 -
- 石光真臣 中将：1922年（大正11年）10月20日 -
- 和田龜治 中將：1925年（大正14年）5月1日 -
- 畑英太郎 中将：1926年（大正15年）8月10日 -
- 真崎甚三郎 中将：1927年（昭和2年）7月1日 -
- 林仙之 中将：1931年（昭和6年）8月1日 -
- 森連 中将：1933年（昭和8年）3月18日 -
- 柳川平助 中将：1934年（昭和9年）8月1日 -
- 堀丈夫 中将：1935年（昭和10年）12月2日 -
- 河村恭輔 中将：1936年（昭和11年）3月23日 -
- 岡部直三郎 中将：1938年（昭和13年）7月15日 -
- 橫山勇 中將：1939年（昭和14年）9月12日 -
- 中澤三夫 中将：1941年（昭和16年）10月15日 -
- 服部暁太郎 中将：1944年（昭和19年）3月1日 -
- （代理）片岡董 少将：1944年（昭和19年）8月3日 -
- 片岡董 中將：1944年（昭和19年）10月26日 -

## 組織
第1師團原本的戰鬥序列是1個常備師團。
第1師團
- 第1步兵旅團				
  - 第1步兵联队
  - 第49步兵联队
- 第2步兵旅團				
  - 第3步兵联队
  - 第57步兵联队
- 第1野戰炮兵联队
- 第1騎兵联队
- 第1工兵联队
- 第1運輸联队

後來該師團縮減為33制師，其組織如下：
第1師團
- 第1步兵旅團
  - 第1步兵联队 (麻布)
  - 第49步兵联队 (甲府市)
  - 第57步兵联队 (佐倉市)
- 第1野戰炮兵联队
- 第1搜索联队
- 第1工兵联队
- 第1運輸联队